# Flickorna Lundgren

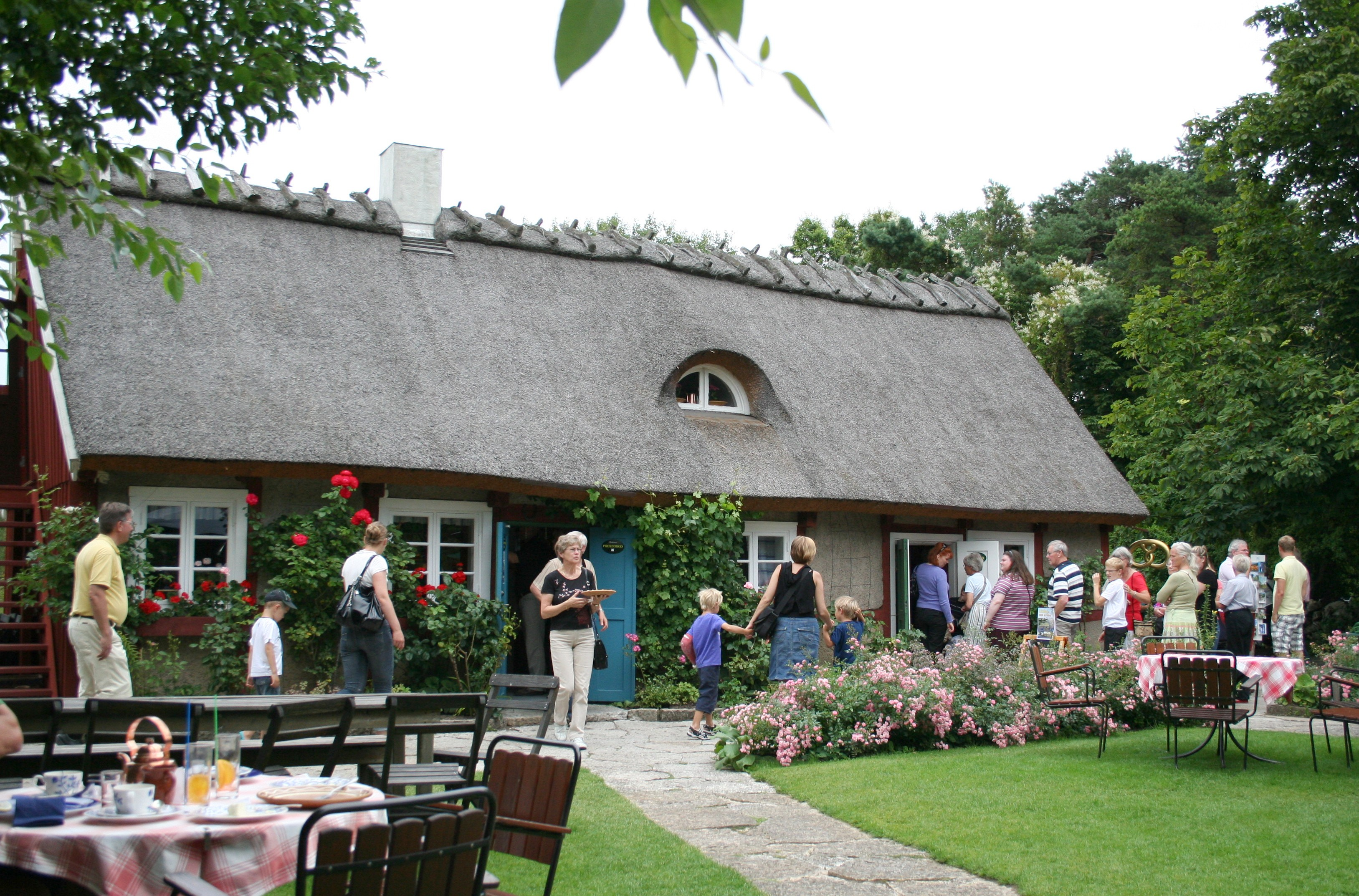
Flickorna Lundgrens kafé, juli 2009

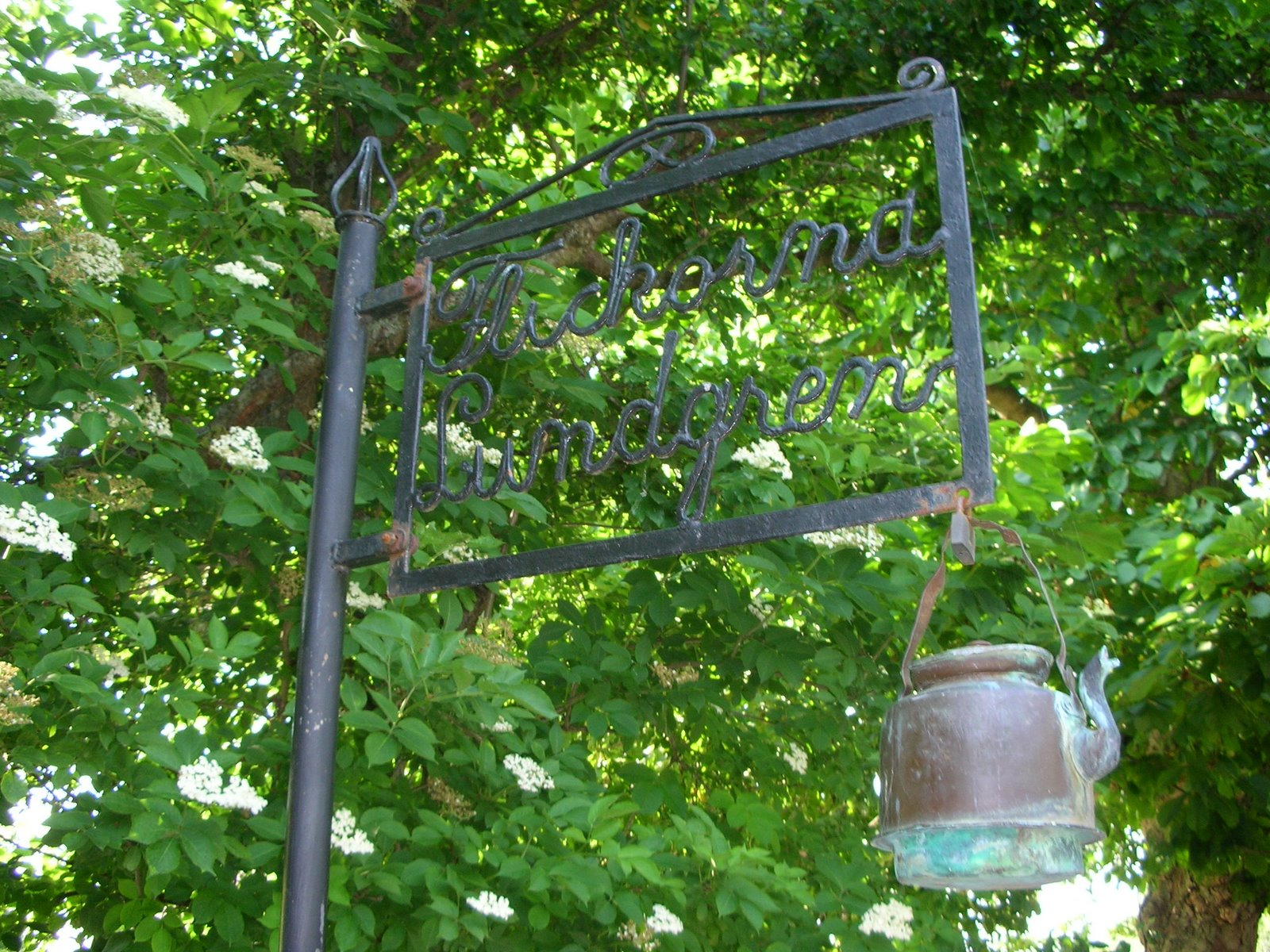
Den välkända skylten som en av rättegångarna kom att handla om (se text).

Flickorna Lundgren är ett kafé som öppnades 1938 av systrarna Greta, Anna, Ebba, Marta, Rut, Britt-Marie och Ella Lundgren. Flickorna Lundgren ligger i Skäret mellan Arild och Jonstorp i Höganäs kommun. Ett flertal kända gäster har besökt kaféet genom åren, där den mest kände, kung Gustaf VI Adolf, var stamgäst mellan 1945 och 1973. Företaget har erhållit Gastronomiska Akademiens diplom. 2014 erhöll Flickorna Lundgren på Skäret White Guide Cafés utmärkelse "Värt en resa".

## Bakgrund
År 1927 köpte Alexander och Anna Lundgren ett fiskartorp i korsvirkesstil från 1732 på Skäret. Torpet renoverades till fritidshus åt familjen. Under 1930-talets bistra tider fick familjen det svårt, och för att behålla sommarnöjet öppnade äldsta systern Greta kaféet, med hjälp av Rut som gick i bagerilära, och de yngre systrarna. Verksamheten utökades successivt. År 1939 byggdes ett separat bageri. Den ökade tillgången till bil under 1960-talet gjorde att kaféet blev känt i hela Sverige och Danmark. Ebba dog av tuberkulos redan 1939.
Misshälligheter systrarna emellan ledde så småningom till att två av dem, Greta och Rut, försvann från driften. Rättegångar följde så småningom i flera steg där Greta förlorade. I början av 1960-talet var det bara tre systrar Marta, Britt-Marie och Ella kvar i verksamheten, som de drev fram till 1988, då Ellas äldste son Mats Fejne övertog kaféet. Den sista av Flickorna Lundgren, Ella Fejne, avled i januari 2022, 99 år gammal.

## Flickorna Lundgren efter 1988
1988 tog Mats Fejne över verksamheten med inriktning på att bevara stämningen och traditionerna från förr, men också att kunna genomföra varsamma moderniseringar. Moderniseringarna innebar dels att Kaffestugan öppnades ett par veckor i advent, dels att man 1995 byggde ett växthus med hundra sittplatser för att kunna ta emot gäster även på regniga dagar. År 2004 byggdes även ett nytt kök i anslutning till växthuset. I samband med 75-årsjubileet 2013 utvecklades köket för att kunna erbjuda tillagade rätter baserade på bygdens råvaror.
I mars 2022 såldes rörelsen till en grupp bestående av fem ägare. I gruppen ingår Lars Linderot, aktiv i resebranschen, och Mikael Mölstad, vin- och matjournalist. Ny verksamhetschef är Gunilla Tegelberg. Även den nya ledningsgruppen planerar att utveckla verksamheten med varsam hand, med inriktning på utökade öppettider under året.

## Rut på Skäret
En av systrarna, Rut, grundade år 1961 en krukmakeriverksamhet helt nära kaféet sedan hon avvecklat sitt engagemang i kaféet. Krukmakeriet utvecklades efter hand till att bli restaurangen Rut på Skäret. Rut dog år 1980.

### Sammanslagning och åter delning
Den 9 februari 2010 införlivades den förlusttyngda restaurangen Rut på Skäret i kafé-rörelsen. Man lyckades dock inte vända den negativa trenden i restaurangdelen, varför hela rörelsen begärdes i konkurs december 2011. Utfallet av konkursen blev att Mats Fejne även fortsättningsvis drev Flickorna Lundgren, medan Rut på Skäret övertogs av Otto och Anna Ramsay samt Micael Steen. Restaurangen Rut på Skäret är numera nedlagd. Fastigheten såldes i april 2019 och är nu privatbostad.